# Astroland

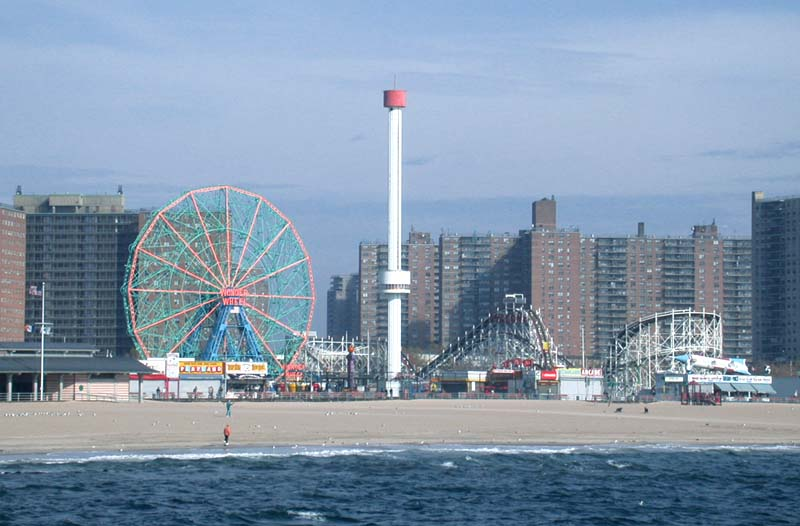
Vue générale du parc

Astroland était un parc d'attractions situé à Coney Island, aux États-Unis ouvert en 1962 et fermé en 2008.

## Histoire
En 1955, Dewey Albert et ses amis Nathan Handwerker, Herman Rapps, Sidney Robbins et Paul Yampo formèrent une corporation nommée Coney Island Enterprises. En 1957, Rapps et Alpert annoncèrent leur désir de construire Wonderland. Après une série d'acquisitions, ensemble, ils battirent ce que nous connaissons aujourd'hui sous le nom d'Astroland.
Le 12 juillet 1975, le parc est en partie détruit par les flammes.
Le 28 novembre 2006, le parc est vendu par la famille Albert pour 30 millions de dollars à un promoteur immobilier, Thor Equities. Le parc subit alors un plan de redéveloppement.
Le contrat de location de l'Astroland, malgré d'âpres négociations, se termine et Astroland a fermé le 7 septembre 2008. Les projets de développement de la zone sont encore nébuleux: on évoque un parc d'attractions plus moderne (le nouveau Luna Park, ouvert en mai 2010), ainsi que des hôtels et des galeries commerciales.

## Les attractions

### Les montagnes russes

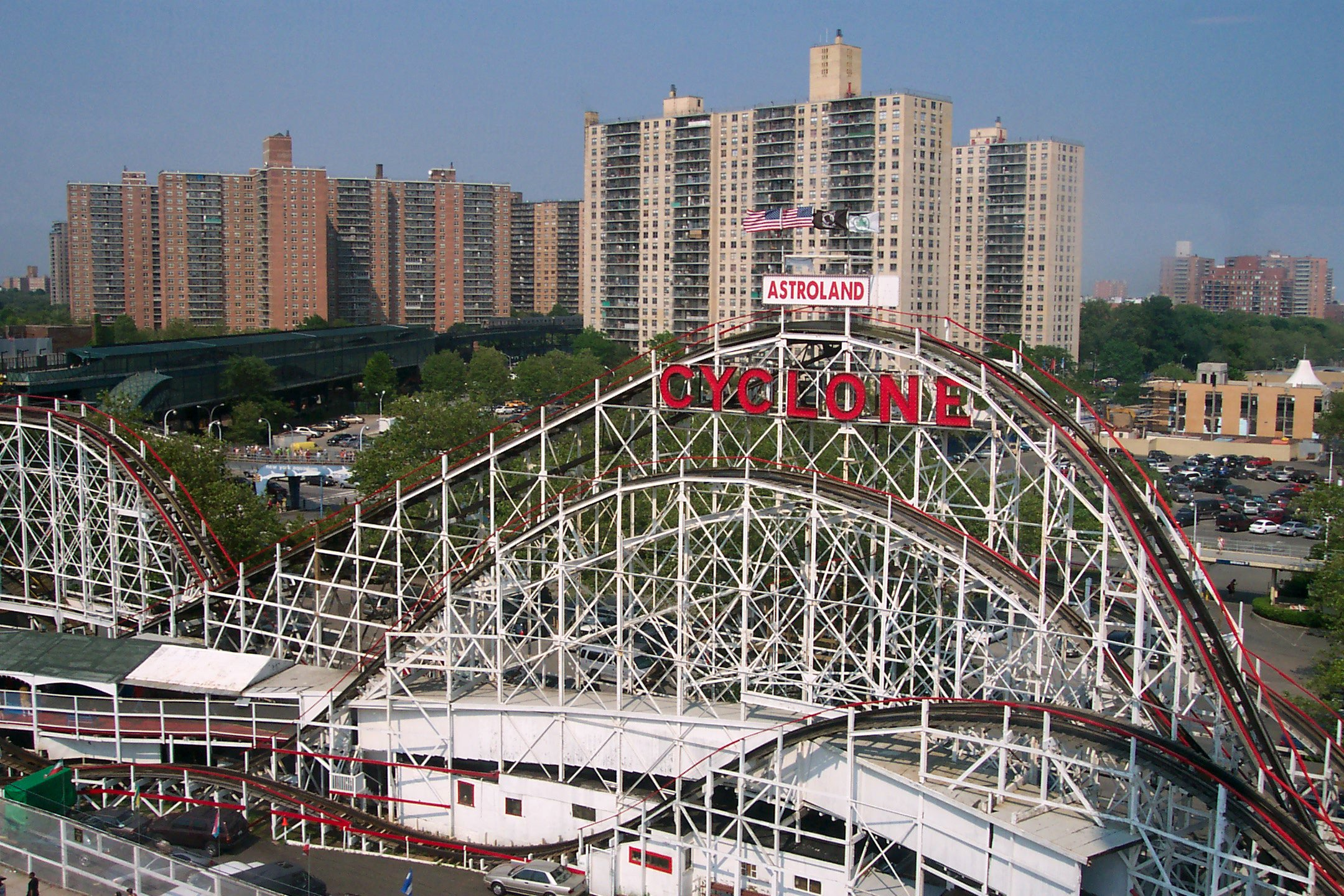
Cyclone

| Nom de l'attraction | Type                     | Constructeur   | Année d'ouverture | Année de fermeture |
| ------------------- | ------------------------ | -------------- | ----------------- | ------------------ |
| Big Apple           | Montagnes russes junior  | Pinfari        | 1981              | 2008               |
| Cyclone             | Montagnes russes en bois | Harry C. Baker | 1927              | 2008               |
| Giant Racer         | Montagnes russes en bois | Arthur Jarvis  | 1911              | 1926               |

- Cyclone

### Autres attractions
- Astrotower - Tour d'observation de Von Roll

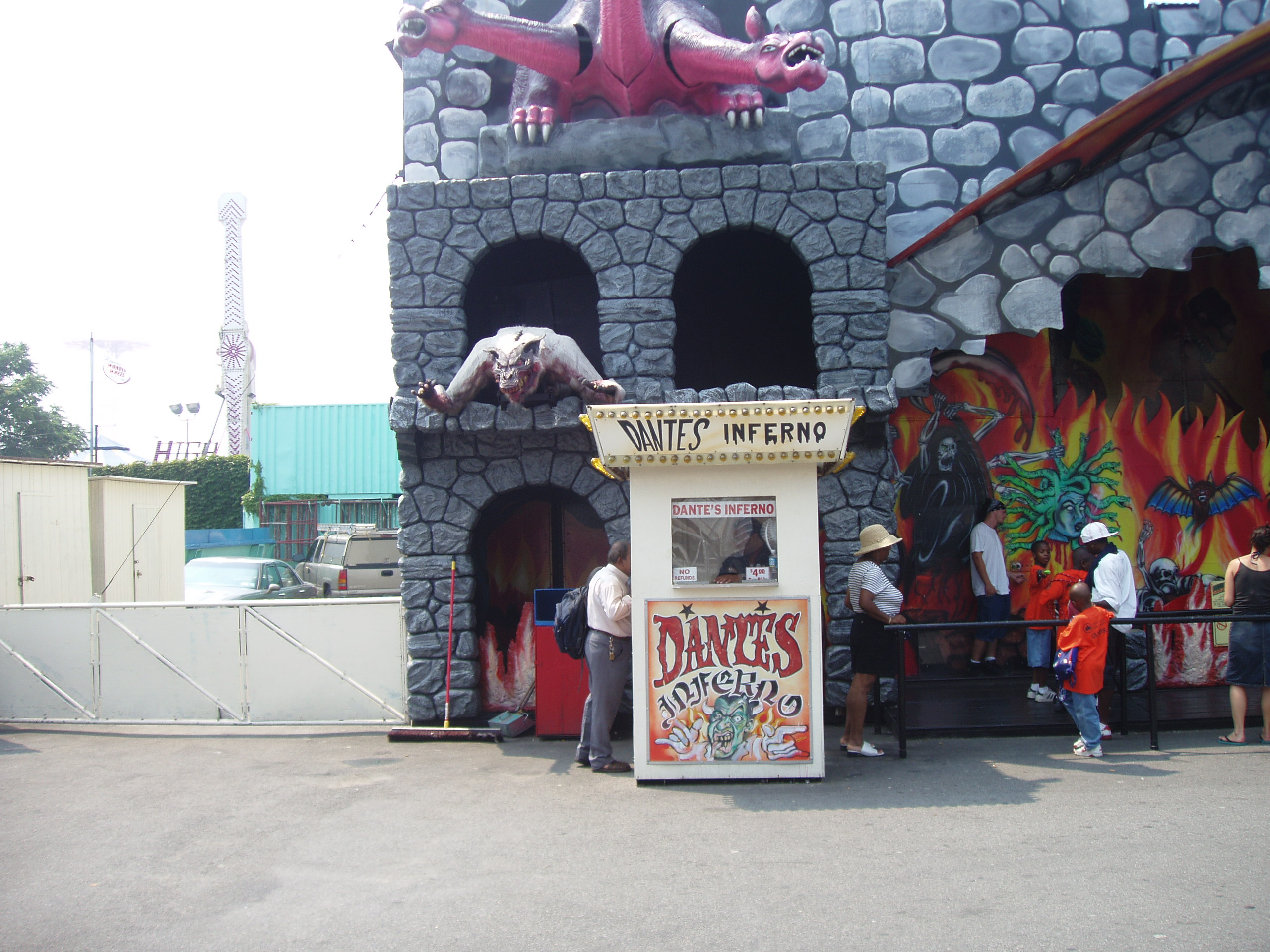
Dante's Inferno

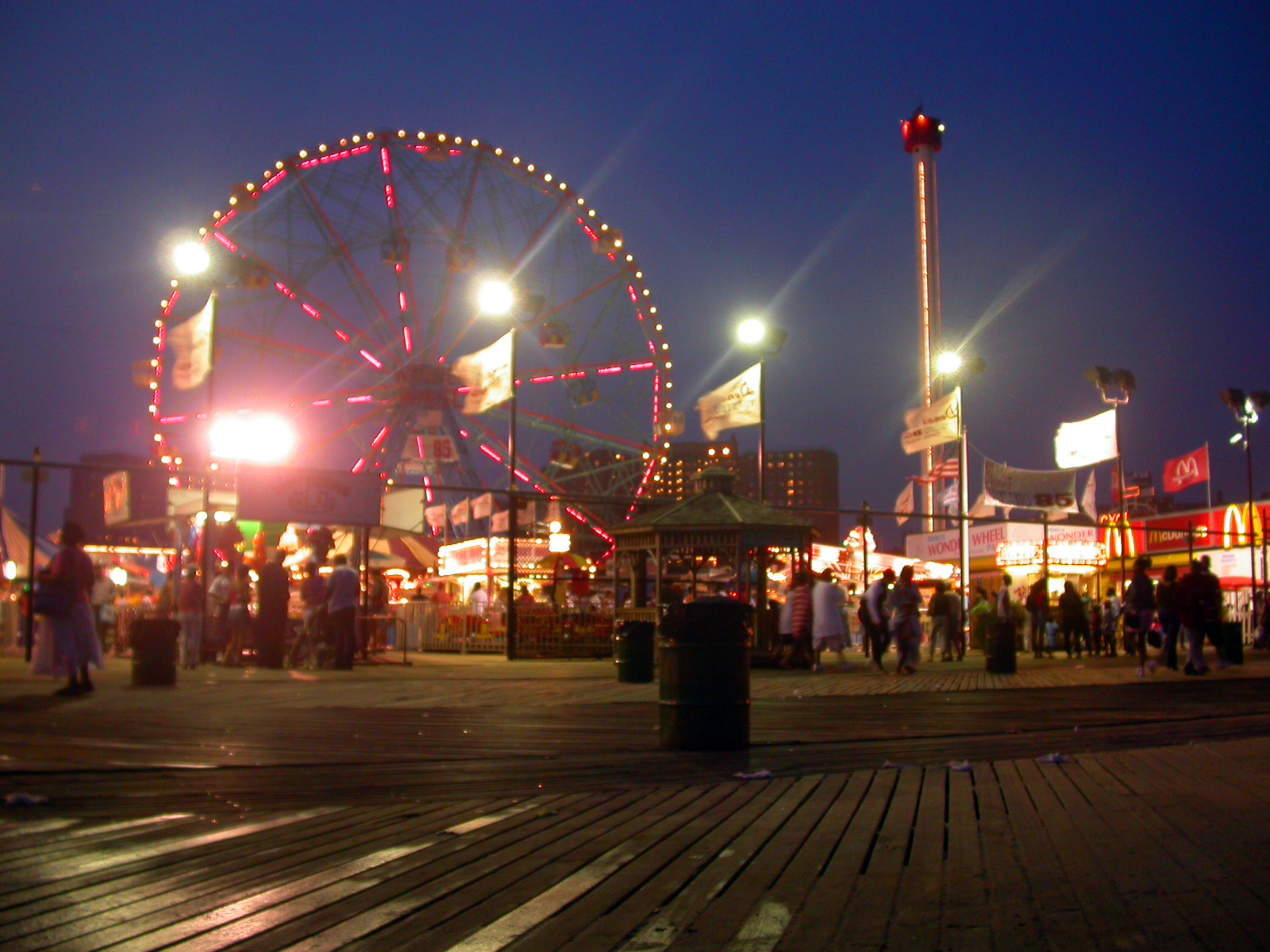
Vue générale du parc de nuit

- Break Dance - Breakdance de Huss Rides
- Bumper Cars - Autos tamponneuses
- Carousel - Carrousel
- Circuit 2000
- Convoy
- Dante's Inferno - Train fantôme d'Anton Schwarzkopf
- Dune Buggy Jump
- Fire Engines
- Frog Hopper de Zamperla
- Mini Trucks
- Motorcycle Jump
- Pirate Jet
- Pirate Ship - Bateau à bascule
- Popeye Boats
- Power Surge de Zamperla (2001)
- Scrambler - Scrambler de Eli Bridge Company
- Super Swing
- Tea Cups - Tasses de Zamperla (2004)
- Tilt-A-Whirl - Tilt-A-Whirl de Sellner Manufacturing
- Top Spin - Top Spin de Huss Rides (2004)
- Water Flume - Bûches